# Vasalemma
Vasalemma (em estoniano:  Vasalemma vald) é um município rural estoniano localizado na região de Harjumaa.